# Saint-Léger-du-Bourg-Denis
 Saint-Léger-du-Bourg-Denis  es una población y comuna francesa, en la región de Alta Normandía, departamento de Sena Marítimo, en el distrito de Rouen y cantón de Darnétal.

## Demografía
| 1925 | 2144 | 2381 | 2953 | 2772 | 3124 |
| Para los censos de 1962 a 1999 la población legal corresponde a la población sin duplicidades (Fuente: INSEE [Consultar]) |      |      |      |      |      |